# Monte Cianea
Il monte Cianea è una montagna delle Prealpi Liguri alta 1.226 m s.l.m..

## Geografia
Il monte si trova sulla catena principale alpina in comune di Garessio. Si tratta di un punto orograficamente molto importante perché in corrispondenza della sua cima dallo spartiacque padano/ligure si stacca la lunghissima costiera, prima montuosa e poi collinare, che divide la Val Tanaro dalla Val Bormida, e che si esaurisce nella pianura alessandrina. Dalla cima il crinale principale procede verso sud-ovest con il Bric dello Schiavo e il Colle San Bernardo, verso sud-est in direzione del Bric Tencione e del Colle Scravaion. Il crinale Tanaro/Bormida perde invece quota verso nord con il Colle del Quazzo, per risalire poi al Monte Spinarda. Il monte Cianea è ammantato da boschi di latifoglie ma la sua cima, ampia e pianeggiante, è libera dalla vegetazione arborea e offre un buon panorama. La sua prominenza topografica è di 136 metri e il punto di minimo è situato in corrispondenza del Colle del Quazzo.

## Geologia
Il monte Cianea è costituito in prevalenza di rocce di tipo granitico, attraversate da una fascia di gneiss ricchi di minerali feldspatici.

## Storia

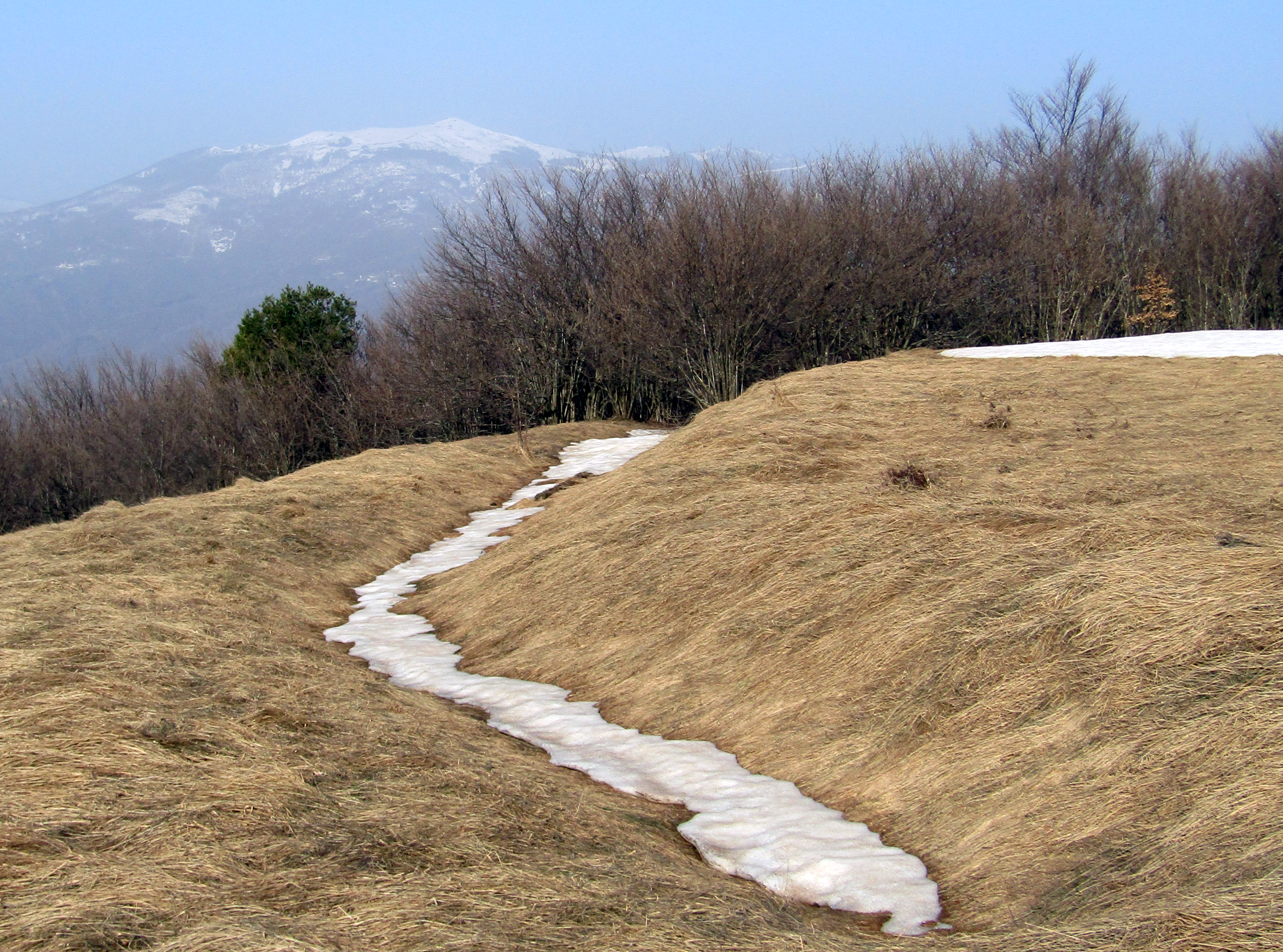
Probabili resti dei trinceramenti di fine Settecento a breve distanza dalla cima

La zona attorno al monte Cianea fu teatro di operazioni belliche collegate alle campagne d'Italia di Napoleone Bonaparte; nel 1795 le truppe piemontesi si attestarono sulla cima costruendovi una robusta opera difensiva. La zona fu poi teatro di scontri particolarmente violenti, essendo di rilevante valore strategico in quanto posta a difesa del Colle San Bernardo e di Garessio. Nella zona attorno al Monte Cianea è da tempo in discussione una proposta per l'ampliamento del parco eolico presente al Colle San Bernardo con nuove pale eoliche, progetto che ha suscitato una decisa opposizione di varie associazioni ambientaliste della zona.

## Accesso alla cima

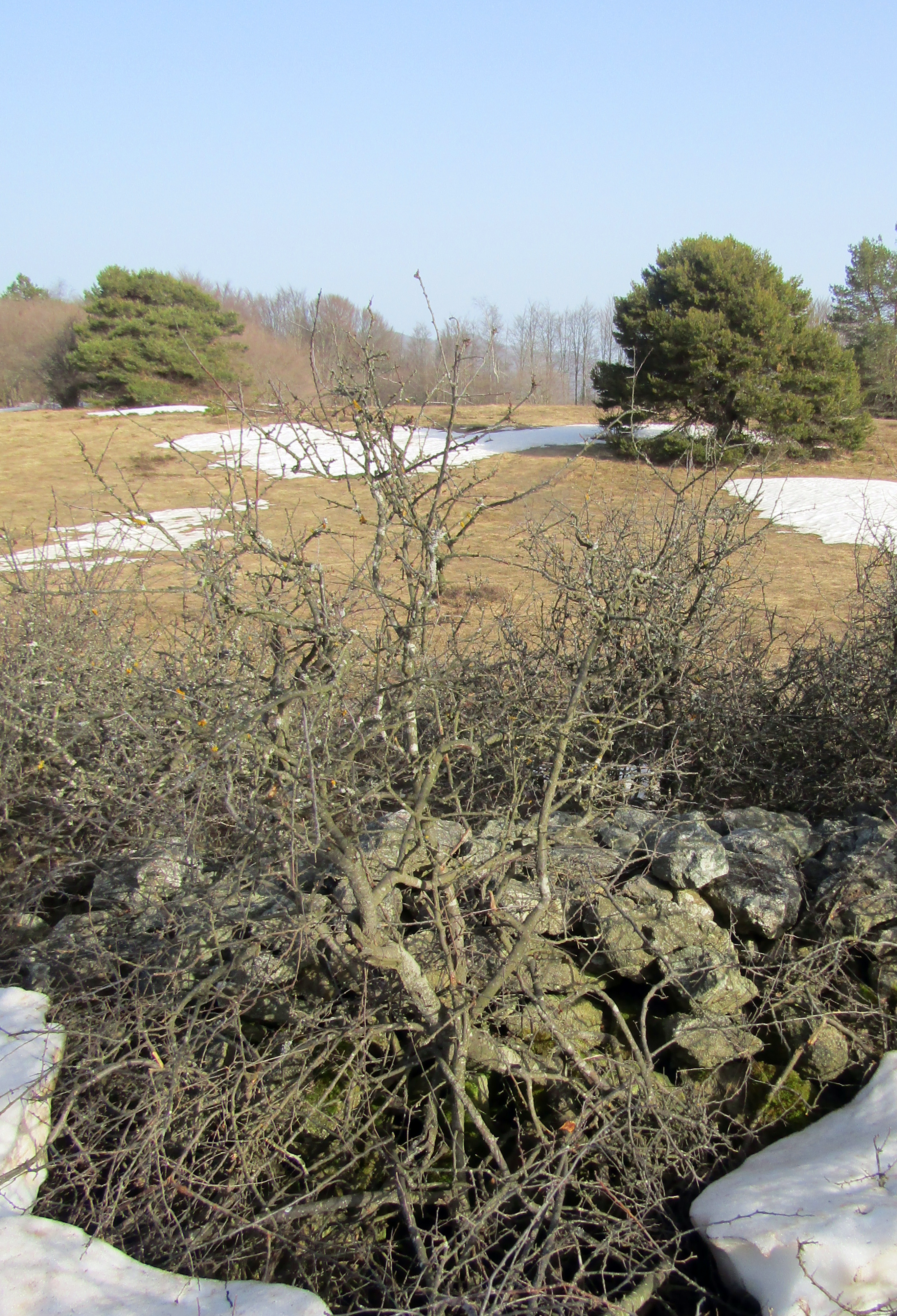
Cumulo di pietrame sulla cima del monte

Il monte Cianea può facilmente essere raggiunto per sentiero da varie parti. L'itinerario che parte dal Colle del Quazzo vi arriva da sud dopo essere passato per il valico della Colla Bassa, mentre dal Colle San Bernardo si può salire in circa un'ora alla cima aggirando sul versante Val Neva il Bric dello Schiavo. Il versante meridionale del monte è invece percorso dall'Alta Via dei Monti Liguri, nella tappa che collega il Colle San Bernardo con il Colle Scravaion.